# Enicognathus ferrugineus
Enicognathus ferrugineus là một loài chim trong họ Psittacidae.

## Hình ảnh

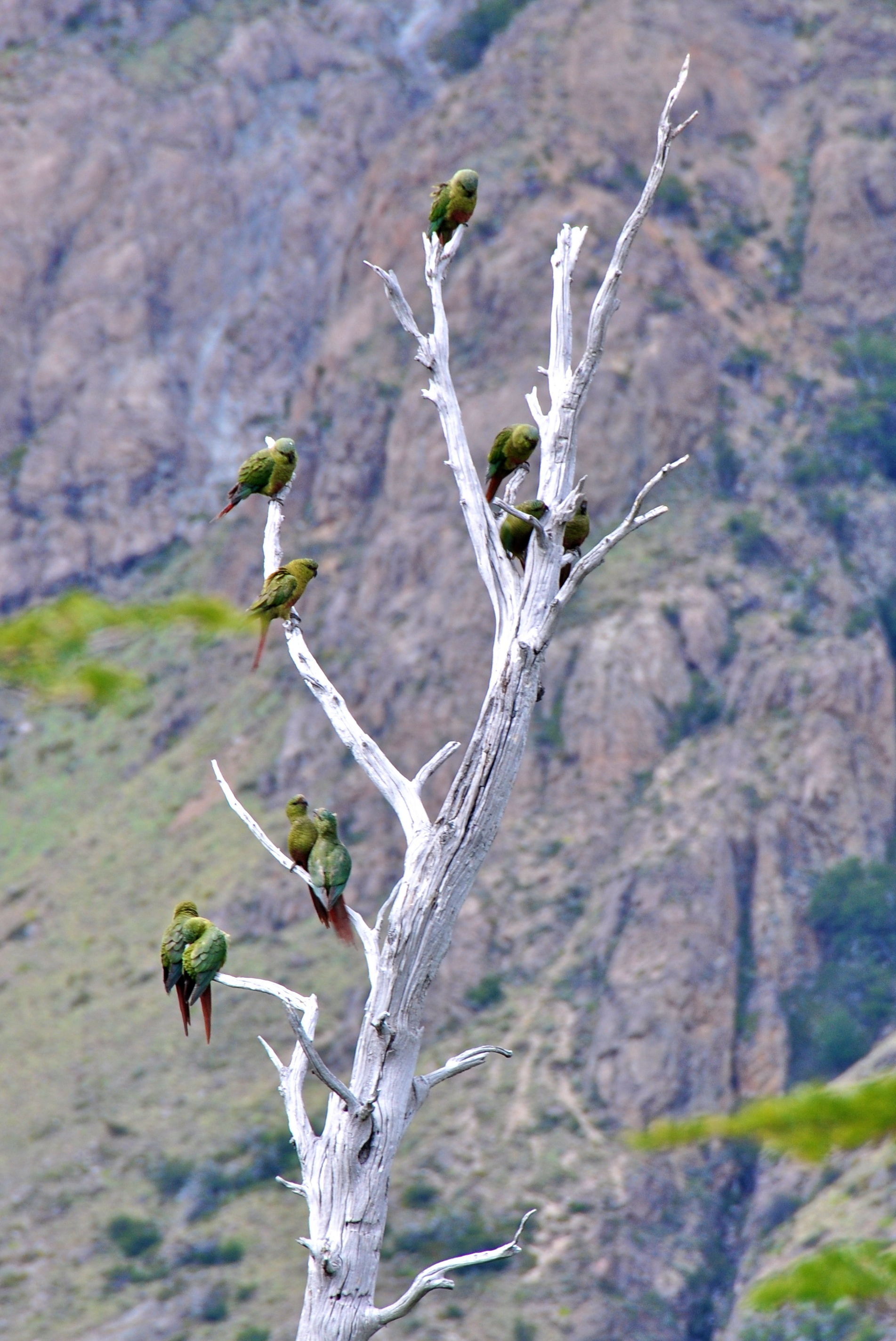